# Rzekotka wiewiórcza
Rzekotka wiewiórcza (Dryophytes squirellus) – gatunek płaza bezogonowego z rodziny rzekotkowatych (Hylidae).

## Występowanie
Płaz ten pochodzi z południowo-wschodniego wybrzeża Stanów Zjednoczonych Ameryki. Począwszy od Teksasu na południowym zachodzie zamieszkuje on nieprzerwanie tereny aż do Wirginii na północy, nie licząc kilku oddzielnych populacji, których zasięgi występowania nie mają łączności z Atlantykiem. Znajdują się one na terenie Wirginii, Missisipi i Karoliny Północnej. Oprócz tego człowiek introdukował gatunek na Bahamy.

## Status
Rzekotka wiewiórcza występuje obficie na większej części swego obszernego zasięgu występowania. Jej liczebność nie zmienia się. Wydaje się, że płaz ten potrafi przystosować się do umiarkowanych zmian w środowisku.
Obecnie nie mówi się o żadnych poważnych zagrożeniach dla gatunku. W związku z tym nie potrzeba specjalnych działań ochronnych.